# Edel Öhnell
Edel Öhnell, född Schiöler 23 juni 1911 i Strömstad, död där 27 juli 2002, var en svensk målare och konsthantverkare.
Hon var dotter till skriftställaren Severin Schiöler och musikläraren Anna Norin och gift 1934–1944 med redaktören Sixten Öhnell; hon var vidare mor till Arne Öhnell och syster till Inge Schiöler. Öhnell var som konstnär autodidakt. Tillsammans med sin son ställde hon ut i Strömstad 1957 och tillsammans med Inge Schiöler och John Fohlin ställde hon ut 1960 på samma plats samt tillsammans med sin son och Leif Rogstad i Bengtsfors 1959. Hon medverkade i samlingsutställningar på Konstnärsgården i Strömstad några gånger under 1960-talet. Som bildkonstnär hon arbetade med stilleben och landskapsskildringar från den bohuslänska skärgården utförda i olja eller pastell samt olika textilapplikationer.